# Hercules: The Legendary Journeys
Hercules: The Legendary Journeys (no Brasil, Hércules: A Lendária Jornada) foi uma série de televisão estadunidense produzida entre 1995 e 1999, e baseada livremente nas façanhas do semideus da mitologia grega, Hércules. A série durou seis temporadas e foi precedida por vários telefilmes que já contavam com os mesmos personagens. Acabou por criar personagens memoráveis e se tornou uma das séries em "syndication" mais vistas de todos os tempos.[carece de fontes?]
A série foi originalmente exibida no Brasil pelo SBT entre 1997 e 2000, e posteriormente a Rede Record adquiriu os seus direitos de exibição em 2005, com novos episódios, todos sendo exibidos entre 2007 e 2010.

## Elenco

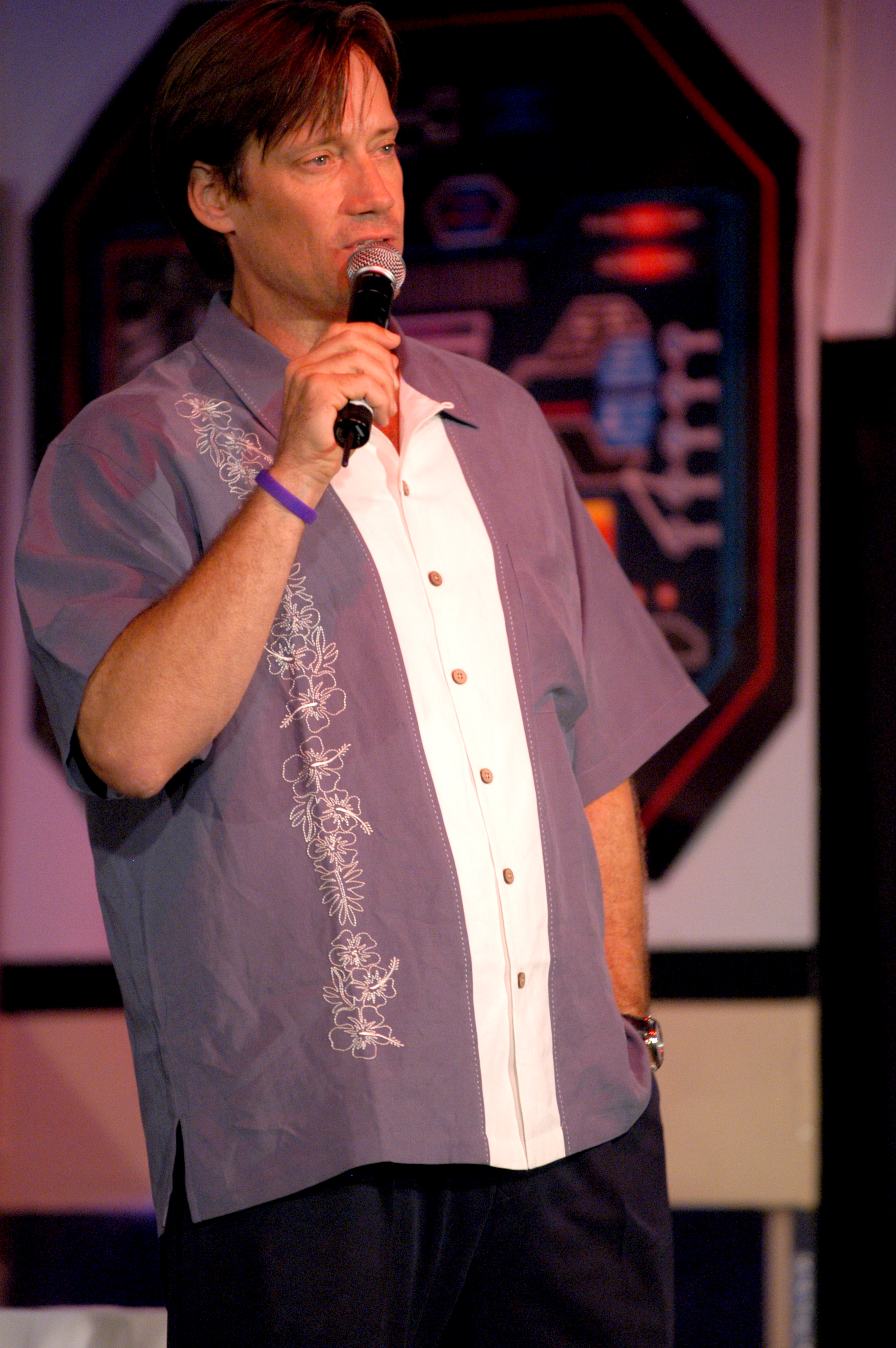
Kevin Sorbo, o protagonista.

### Elenco regular
- Hércules (Kevin Sorbo)
- Iolaus (Michael Hurst)

### Participações especiais
- Alcmene (Elizabeth Hawthorne e Liddy Holloway)
- Afrodite (Alexandra Tydings)
- Apolo (Scott Michaelson)
- Ares (Kevin Tod Smith)
- Ártemis (Rhonda McHardy)
- Atalanta (Cory Everson)
- Athena (Amanda Lister)
- Autolycus (Bruce Campbell)
- Callisto (Hudson Leick)
- Dahak (Michael Hurst e Mark Newnham)
- Deianeira (Tawny Kitaen)
- Dirce (Lisa Chappell)
- Discórdia (Meighan Desmond)
- Deimos (Joel Tobeck)
- Falafel (Paul Norell)
- Gabrielle (Renée O'Connor)
- Hades (Erik Thompson)
- Hera (Meg Foster)
- Íficles (Kevin Smith)
- Jasão (Jeffrey Thomas)
- Joxer (Ted Raimi)
- Morrigan (Tamara Gorski)
- Nebula (Gina Torres)
- Nêmesis (Karen Witter, Teresa Hill, Kimberley Joseph)
- Salmoneus (Robert Trebor)
- Serena (Sam Jenkins e Kara Zediker)
- Strife (Joel Tobeck)
- Xena (Lucy Lawless)
- Zeus (Anthony Quinn, Roy Dotrice, Peter Vere-Jones e Charles Keating)

## Telefilmes
A série foi precedida por vários filmes televisivos com os mesmos personagens principais em 1994:
1. Hercules and the Amazon Women
2. Hercules and the Lost Kingdom
3. Hercules and the Circle of Fire
4. Hercules in the Underworld
5. Hercules in the Maze of the Minotaur

## História
Hércules (grego: Ἡρακλῆς AKA Hércules) foi um herói grego lendário , o meio-deus imortal e filho de Zeus , Rei dos Olimpianos , e da mulher mortal Alcmena . Devido às suas primeiras façanhas na Academia , seu nome seria conhecido em todo o Mundo Conhecido . Sua ascendência e favoritismo de seu pai, Zeus fez dele um alvo de ódio por alguns dos outros olímpicos , notadamente Hera e Ares . Por outro lado, seus feitos heróicos e nobres trabalhos e salvar vidas fez dele o maior herói da humanidade e sua lenda viveu por séculos ao longo dos tempos. Hércules salvou a Terra de certos terror, monstros e ameaças em inúmeras ocasiões. Seus feitos notáveis incluem criar as Olimpíadas , juntar-se aos Argonautas , impedir Dahak , evitar o Apocalipse e viver bem no século XX. Junto com seu amigo Iolaus , ele viajou além da Grécia para terras como Eire , Norseland , Sumeria , Britannia e Egito , prevenindo o mal e protegendo os mortais da mesma forma.
Por volta de 20 anos, Hércules foi considerado um herói lendário, cuja mitologia e rumores sobre ele se espalharam pela paisagem grega. Alguns, como Iole , acreditavam que ele era uma figura corpulenta, vários metros mais alto do que realmente era. Ele tinha cerca de 1,91 m de altura, musculoso, com cabelos castanhos dourados. 

## Concepção, nascimento e infância
Hércules foi o resultado de uma união entre a viúva Alcmena e Zeus, Rei dos Olimpianos . Zeus assumiu a forma de Anfitrião quando apareceu para Alcmena naquela noite  , embora eles mantivessem sentimentos próximos por anos depois. 
Enquanto estava grávida de Hércules, Alcmena quase foi morta por uma viajante no tempo Calisto , mas salva pelo viajante no tempo Iolaus. 
Pouco depois do nascimento de Hércules, Hera percebeu sua condição de filho de Zeus e tentou destruí-lo com uma cobra de duas cabeças . O bebê Hércules estrangulou a cobra, frustrando o primeiro atentado de Hera contra sua vida. 
Zeus visitou Hércules quando criança Hércules e as Mulheres Amazonas , mas parou em algum momento de sua infância.  Ele não iria visitá-lo novamente até o final de sua adolescência, no entanto, ele mencionou a Hércules como estando orgulhoso dele e dizendo que ele colocou muito pensamento e amor em sua criação e nascimento.  Zeus colocou uma ordem de proteção em Hércules, proibindo qualquer outro deuses de prejudicar o jovem Hércules. 
Desde jovem, Hércules foi criado na fazenda de sua mãe perto de Tebas. O centauro Ceridian foi o mentor de Hércules quando jovem, ensinando-lhe filosofia , medicina , alfabetização e talentos que ele usaria como guerreiro. 
Hércules e Iolaus treinaram sob o comando de Echetus na pré- adolescência , em uma atmosfera masculina dominante.  Eles mais tarde iria seguir caminhos separados, Iolaus se tornar um ladrão e membro de uma gangue e Hércules volta para a fazenda de sua mãe. Na idade de dezoito anos, Alcmene matriculou Hércules na Academia de Quíron. 

## Na academia
Na Academia, Hércules conheceu o Príncipe Jason e se tornou amigo de seu relutante conhecido, o ex-ladrão Iolaus. Após várias semanas de treinamento, Hércules participou de sua primeira aventura. Ele acompanhou o Príncipe Jason e Iolaus como um Argonauta na busca pelo Velocino de Ouro . 
Durante seus anos na Academia, Hércules teve muitas aventuras com Jason e Iolaus, e outros cadetes, como Lilith ou Teseu . Ele entrou em conflito com os deuses Ares , Baco , Discórdia , Conflito e Apolo , várias vezes. 

## Primeiras aventuras e vida familiar
Depois da Academia, Hércules voltou à vida com sua mãe. Ele logo foi recrutado por Iolaus e Jason para lutar em uma guerra contra Parthus . Ele foi capaz de negociar um cessar-fogo, pondo fim a grande parte do derramamento de sangue e ganhando fama em Corinto. 
Ele teve seu primeiro contato com a vida no Monte Olimpo quando comeu um pouco de ambrosia dado a ele por Apolo. Foi então que ele determinou que a maioria dos deuses eram cruéis e a necessidade de viver sem eles. 
Por volta dessa época, Hércules realizou alguns de seus primeiros trabalhos, incluindo matar o Porco Erymanthian  e o Leão da Neméia .  Esses trabalhos ajudaram a imortalizar Hércules nas mentes da população. 
Ele salvou a cidade de Gargarencia do ataque das Amazonas  e descobriu o reino perdido de Tróia  antes de encontrar sua futura esposa Deianeira durante um tempo em que a Terra estava sem fogo. 
Com sua esposa Deianeira, Hércules parou de se aventurar, estabelecendo-se na vida familiar. Anos depois, ele voltou à ação quando um buraco para o submundo foi inadvertidamente aberto em uma pequena vila .  Ele continuou a vida com sua família enquanto também ocasionalmente respondia a pedidos de assistência por algum tempo depois disso. 
Foi durante esse período de paz na vida de Hércules que Hera mais uma vez atacou. Ela destruiu sua família em uma bola de fogo que o enviou em uma espiral descendente por um curto período de tempo. 

## Vingança contra Hera
Após a morte de sua família, Hércules assumiu brevemente a responsabilidade de destruir os templos de Hera até que seu amigo Iolaus o visitou e o convenceu a honrar sua família ajudando, em vez de prejudicar, outras pessoas. Hércules não voltou para casa, mas em vez disso começou a vagar pelo campo realizando boas ações. 
Ele passou grande parte do primeiro ano vagando pelo campo sozinho. Algumas de suas primeiras aventuras incluíram:
- Lutando e defendendo o Ciclope de Traycus
- Destruindo o pássaro Stymphalian
- Parando os esquemas de Ares em várias ocasiões
- Parando o centauro Nemis
- Lutando contra a escravidão

Outro incidente notável durante este período foi a derrota de Hércules do senhor da guerra Xena  , a quem ele logo estaria em um caminho para a redenção.  Essas ações alteraram dramaticamente o curso da história - muito provavelmente para melhor - já que sem a influência de Hércules, Xena teria brutalmente conquistado e governado o mundo conhecido.  Em vez disso, no entanto, ela se tornou uma grande campeã para o bem quanto o próprio Hércules.
Suas jornadas se expandiram depois que ele começou a se associar a Iolaus novamente:
- Ele foi responsável por capturar brevemente o Rei dos Ladrões
- Ele restaurou o rei Midas ao trono de Midasius.
- Ele ajudou o povo de Flagra a derrubar o senhor da guerra Gorgas .
- Ele capturou o guerreiro bárbaro Goth .
- Ele destruiu os filhos da "mãe dos monstros" Equidna e um dos Executores de Hera .
- Ele continuou suas viagens ocasionais ao Submundo, resolvendo uma disputa entre Hades e Deméter  e encerrando a ameaça representada pelo fugitivo Sísifo .
- Ele libertou o gigante Typhon e o reuniu com sua esposa Echidna.
- Ele restaurou o rei Jasão ao trono de Argos e Corinto.
- Ele ajudou a impedir que um grupo de titãs assumisse o controle do Monte Olimpo .
- Ele fundou os Jogos Olímpicos.
- Ele resgatou o filho recém-nascido de Typhon e Echidna, Obstetrius, dos arqueiros de Bluth e Hera .
- Ele prendeu a imortal Callisto .

## Casamento com Serena e consequências
Hércules conheceu seu segundo amor, Serena , quando ele foi para Ceryneia para resgatar a última das corças de Ouro . Na época, ele não percebeu que Serena era, de fato, a corça de Ouro na forma humana, embora suspeitasse e descobrisse logo depois. Apesar disso, Hércules se apaixonou por ela, encerrando suas aventuras para se estabelecer em Ceryneia. 
Depois de se estabelecer e se casar com a agora humana Serena, ela foi cruelmente assassinada pelo deus Strife, incriminando Hércules no processo. Apesar de seu nome ter sido limpo, Hércules ainda se culpava por todo o caso e deixou Ceryneia, viajando sozinho mais uma vez.  Durante esse tempo, ele ajudou a libertar o louco Rei Augeus da influência de Hera . 
Com a ajuda de Autolycus e da Pedra de Cronos , Hércules foi capaz de restaurar Serena à vida mudando o passado. Ele restaurou sua mortalidade e ela mais tarde conheceria e se apaixonaria por outro homem. Sentindo o fechamento, Hércules partiu para viajar mais uma vez com Iolaus. 
Hércules realizou muitos feitos durante esse tempo, incluindo:
- Testemunhando a destruição da Atlântida
- Destruindo o monstro Arachne
- Descobrindo a Estranha Realidade

Ele foi injustamente levado a julgamento por homicídio culposo e sedição ("encorajando a rebelião, negando a autoridade do governo e minando a autoridade dos deuses do Olimpo") em Atenas e considerado inocente.  Ele também foi brevemente transformado em um porco por Discord  e negociou um acordo entre seu irmão King Iphicles e veteranos da Guerra de Tróia . 

## Banimento de Hera
Após a morte de sua mãe, Hércules foi convidado por Zeus para se tornar um deus e portanto viver no Monte Olimpo. Ele aceitou, antes de descobrir que era tudo parte de um estratagema para seu pai ter um aliado poderoso em uma guerra contra Hera. Embora enganado no início, ele mais tarde usou seus poderes para derrotar Hera e enviá-la para o Abismo do Tártaro .
Após seu banimento, ele pediu a Zeus para restaurar seu estado original meio deus meio mortal como os destinos determinaram e suspender a ordem de proteção sobre ele, tornando-o totalmente vulnerável a qualquer ataque direto de outros deuses. 
Embora permanecendo na Grécia por um curto período de tempo, Hércules e Iolaus logo partiram para a Suméria quando foi abordado por um emissário do rei Gilgamesh . Ele viajou para a Suméria com o pretexto de que os ajudaria a lutar contra seus "deuses mesquinhos", mas logo descobriu que estava sendo usado como uma ferramenta por Dahak, que matou seu amigo Iolaus em busca de um "coração de guerreiro".

## Após a morte de Iolaus
Após a morte de Iolaus, Hércules imediatamente se aventurou na Suméria Terra dos Mortos na tentativa de restaurá-lo. Isso acabou sendo impossível e Hércules foi resolvido para um universo sem seu amigo. 
Usando o navio da agora Rainha Nebulosa , Hércules navegou até o fim do mundo conhecido, na terra de Eire, onde encontrou os Druidas e Celtas que acreditavam que ele era o "Escolhido". Ele foi capaz de parar a ameaça da semideusa Morrigan , tornando-a a Druida da Justiça.  Ele então ajudou os celtas a resistir a uma tentativa de invasão de Júlio César . 
Hércules navegou para o oeste de Eire e pousou na Norseland. Embora a princípio ele fosse apenas um peão no esquema de Loki (e Dahak), ele foi capaz de prevenir, ou pelo menos adiar, Ragnarok de destruir a Terra. 
Após um breve retorno a Eire, Hércules e Morrigan viajaram de volta para a Suméria quando houve a notícia de que Iolaus não estava morto. Lá, ele descobriu que Dahak possuía o corpo de Iolaus e eles foram incapazes de libertar a entidade malévola dele antes que ele fugisse para a Grécia.  Uma vez na Grécia, Hércules teve que lutar contra uma civilização inteira de seguidores de Dahak (incluindo seu padrasto Jason) a fim de capturar Dahak, protegê-lo e exorcizá-lo com a ajuda do sacerdote imortal Zaratustra .  Ele foi capaz de realizar tudo isso e o espírito de Iolaus ascendeu ao céu . 
Com Iolaus redimido e ascendido, Morrigan partindo  e Nebula retornando à Suméria, Hércules estava mais uma vez sozinho em suas aventuras. Ele ajudou a deter um vulcão ativo com o Amazon Ephiny  antes de ser responsável pela restauração dos olímpicos na Terra depois que eles se esconderam de Dahak na Terra do Universo Estranho. 
Foi no Ponto Nexus da Realidade que Hércules se encontrou mais uma vez com a contraparte de Iolaus , Iolaus II . Este Iolaus saiu com Hércules de volta à sua realidade. Hércules convenceu Iolaus II a parceiros remanescentes com histórias de Iolaus de seu universo. 
Junto com Iolaus II, Hércules serviu brevemente como diretor da Academia antes de passar o reinado permanentemente para Jason.  Ele restaurou Nautica seu lugar de direito, "aquecendo o mar",  e até mesmo se aventurou até a Britânia para ajudar a retirá-la do domínio severo de um Rei Arthur perdido . 
Embora Iolaus II tenha deixado a terra para viver como um tritão com Nautica, Hércules não ficaria sozinho por muito tempo.  Iolaus do universo regular voltou do céu, temporariamente, para avisar Hércules que o tempo do Apocalipse estava ocorrendo. Iolaus e Hércules, com a improvável ajuda de Ares, foram capazes de impedir o arcanjo Miguel de libertar os Quatro Cavaleiros e destruir a Terra. 

## Retorno de Iolaus e aventuras posteriores
Após a morte de Iolaus, Hércules imediatamente se aventurou na Suméria Terra dos Mortos na tentativa de restaurá-lo. Isso acabou sendo impossível e Hércules foi resolvido para um universo sem seu amigo. 
Usando o navio da agora Rainha Nebulosa , Hércules navegou até o fim do mundo conhecido, na terra de Eire, onde encontrou os Druidas e Celtas que acreditavam que ele era o "Escolhido". Ele foi capaz de parar a ameaça da semideusa Morrigan , tornando-a a Druida da Justiça.  Ele então ajudou os celtas a resistir a uma tentativa de invasão de Júlio César . 
Hércules navegou para o oeste de Eire e pousou na Norseland. Embora a princípio ele fosse apenas um peão no esquema de Loki (e Dahak), ele foi capaz de prevenir, ou pelo menos adiar, Ragnarok de destruir a Terra. 
Após um breve retorno a Eire, Hércules e Morrigan viajaram de volta para a Suméria quando houve a notícia de que Iolaus não estava morto. Lá, ele descobriu que Dahak possuía o corpo de Iolaus e eles foram incapazes de libertar a entidade malévola dele antes que ele fugisse para a Grécia.  Uma vez na Grécia, Hércules teve que lutar contra uma civilização inteira de seguidores de Dahak (incluindo seu padrasto Jason) a fim de capturar Dahak, protegê-lo e exorcizá-lo com a ajuda do sacerdote imortal Zaratustra .  Ele foi capaz de realizar tudo isso e o espírito de Iolaus ascendeu ao céu . 
Com Iolaus redimido e ascendido, Morrigan partindo  e Nebula retornando à Suméria, Hércules estava mais uma vez sozinho em suas aventuras. Ele ajudou a deter um vulcão ativo com o Amazon Ephiny  antes de ser responsável pela restauração dos olímpicos na Terra depois que eles se esconderam de Dahak na Terra do Universo Estranho. 
Foi no Ponto Nexus da Realidade que Hércules se encontrou mais uma vez com a contraparte de Iolaus , Iolaus II . Este Iolaus saiu com Hércules de volta à sua realidade. Hércules convenceu Iolaus II a parceiros remanescentes com histórias de Iolaus de seu universo. 
Junto com Iolaus II, Hércules serviu brevemente como diretor da Academia antes de passar o reinado permanentemente para Jason.  Ele restaurou Nautica seu lugar de direito, "aquecendo o mar",  e até mesmo se aventurou até a Britânia para ajudar a retirá-la do domínio severo de um Rei Arthur perdido . 
Embora Iolaus II tenha deixado a terra para viver como um tritão com Nautica, Hércules não ficaria sozinho por muito tempo.  Iolaus do universo regular voltou do céu, temporariamente, para avisar Hércules que o tempo do Apocalipse estava ocorrendo. Iolaus e Hércules, com a improvável ajuda de Ares, foram capazes de impedir o arcanjo Miguel de libertar os Quatro Cavaleiros e destruir a Terra. 

## Hércules no Crepúsculo dos deuses
Zeus é avisado pelo destino que o bebê que Xena terá trará a destruição dos deuses gregos, fazendo com que o rei dos deuses tente matar o bebê. Hércules que procurava por Xena e Gabrielle, para parabenizá-lo pela gravidez, acaba tendo que lutar contra os Proxidicae , soldados da guarda secreta de Zeus, que revelam que estão decididos a matar Xena e seu filho por nascer. Desejando evitar que Zeus mate o bebê de Xena, Hércules inicialmente tenta convencer seu pai a desistir, mas Zeus é inflexível, querendo garantir sua sobrevivência.
Hércules então, sem alternativa, decide ir atrás do único objeto remanescente capaz de matar um deus, Costela de Cronos , sendo surpreendentemente ajudado por Hera, que impede Ares de matar Hércules e revela que também deseja proteger o bebê de Xena, alegando que seu a guerra com Hércules havia muito acabara. Embora suspeito e ainda guardando rancor, por Hera ter matado sua família, Hércules aceita sua ajuda.
Após encontrar a Costela de Cronos, Hércules e Hera são atacados por Zeus, a quem Hera decide lutar para que Hércules volte a Xena, para ajudar a ela e Gabrielle a lutar contra as Proxidicae.
Sem saber que Zeus desintegrou Hera, Hércules luta contra o próprio pai, enquanto Gabrielle ajuda Xena a dar à luz, porém o herói acaba não sendo páreo para o rei dos deuses, que consegue subjugá-lo e proceder à eliminação de Xena e seu filho. Quando Zeus está prestes a atacar Xena, Hércules aparece e agarra Costela de Cronos, empalando Zeus com ela, matando seu próprio pai.
Visivelmente abalado por isso, Hércules diz a Zeus que ele não precisava acabar assim, com Zeus afirmando que Hércules nunca o desapontou, especialmente naquele momento, esperando que ele tomasse seu lugar, então finalmente procurando por Hércules. dor. Após a morte de Zeus, e do nascimento do bebê de Xena, Hércules, ainda triste, é consolado por Xena e Gabrielle, enquanto desfruta com ambas, o bebê de Xena, cujo nome é Eva.
Hércules, embora não apareça mais, provavelmente continuou a ajudar as pessoas com problemas na Grécia e não tomou o lugar de Zeus no Olimpo, como exigia a tradição olímpica, com Atena assumindo o comando do Olimpo. Não se sabe ao certo se por vontade própria ou por causa dos outros deuses serem contra, visto que ainda queriam acabar com o bebê de Xena, muito provavelmente foi um pouco de ambos, embora deuses como Ares e Discórdia, provavelmente não eles tentou retaliar contra Hércules, agora que Zeus não estava mais vivo, talvez porque lidar com Xena e sua filha fosse a prioridade.
Hércules estava presente quando Iolaus morreu com 100 anos de idade.

## Hércules na Era Moderna
Hércules viveu através dos séculos, sem envelhecer ou morrer: não se sabe se isso foi um efeito colateral natural de ser filho de Zeus e um meio-deus poderoso ou se ele teve a imortalidade o tempo todo.
Ele ainda estava por aí no final do século 20 , quando adotou a identidade de ator " Kevin Sorbo ". Como Sorbo, ele manteve o controle dos bastidores sobre a produção de Hercules: The Legendary Journeys , fazendo com que refletisse a realidade da Era dos Heróis. 
Mesmo como Sorbo, Hércules continuou suas atividades heróicas, salvando uma multidão de Los Angelinos durante um terremoto devastador  e salvando grande parte da equipe da Renaissance Pictures durante um ataque ao Acampamento WannaChucka . 
Ao longo dos séculos, a rivalidade de Hércules com Ares perdurou.